# NGC 4825
NGC 4825 é uma galáxia elíptica (E-S0) localizada na direcção da constelação de Virgo. Possui uma declinação de -13° 39' 52" e uma ascensão recta de 12 horas, 57 minutos e 12,2 segundos.
A galáxia NGC 4825 foi descoberta em 27 de Março de 1786 por William Herschel.